# Grojec (Silezië)
Grojec is een dorp in het Poolse woiwodschap Silezië, in het district Lubliniecki. De plaats maakt deel uit van de gemeente Boronów en telt 124 inwoners.